# Amanina (fiume)
La Amanina (in russo Аманина?) è un fiume della penisola di Kamčatka nell'Estremo Oriente russo. Scorre nel rajon Tigil'skij del Territorio della Kamčatka e sfocia nel Golfo di Šelichov.
Il fiume ha origine dai contrafforti del versante occidentale della catena Centrale e scorre in direzione mediamente nord-occidentale La sua lunghezza è di 181 km, l'area del bacino è di 1 960 km². Sfocia pochi chilometri a nord-est del fiume Tigil' (fiume).